# Amraudha
Amraudha is een nagar panchayat (plaats) in het district Kanpur Dehat van de Indiase staat Uttar Pradesh. 

## Demografie
Volgens de Indiase volkstelling van 2001 wonen er 8.890 mensen in Amraudha, waarvan 54% mannelijk en 46% vrouwelijk is. De plaats heeft een alfabetiseringsgraad van 48%. 